# VT1 (Leopard 3)
VT1 — опытный немецкий танк безбашенной компоновки, разработанный в начале 70-х годов. Имеет 2 пушки, которые вмонтированы непосредственно в корпус. Разрабатывался одновременно с танком «Леопард 2», в качестве его потенциальной дальнейшей замены. В результате многолетних испытаний, танк признан несостоятельным, a проект свёрнут.

## Предыстория
После Второй мировой войны, начинаются экспериментальные разработки по самым разным направлениям. Одно из них было воплощено в танке под буквенным кодом VT1 (нем. Versuchsträger 1 — испытательный макет). Иногда его называют «Леопард 3» из-за немецкой серии танков «Леопард».

## Особенности, испытания
Было выпущено 2 образца: VT1-1 и VT1-2. Обе модели были сделаны не из броневой стали, а обычной. Они отличались не только разными пушками (нарезные 105 мм и гладкоствольные 120 мм соответственно), но разной мощностью двигателя. У VT1-1 она была в пределах 2000 л.с., а у VT1-2 составляла 2200 л.с. Также на VT1-1 система заряжания была полностью автоматическая, а у VT1-2 автомат заряжания стоял только на одном стволе. Второй приводили в боевую готовность вручную. При выстреле снаряды пересекались на расстоянии 1500 метров.
По ходу испытаний, выявилось множество трудностей при таком расположении стволов. Так, при стрельбе из одного ствола, на ходу, танк сильно вело в сторону. Также, орудия являются неподвижными в горизонтальной плоскости, и наводку приходится выполнять всем корпусом танка. Однако при стрельбе с места выявилась хорошая точность попадания.
К 1976 году испытания прекратили из-за бесперспективности. В 1980-х к проекту «Леопард 3» вернулись. Причина всё та же — «Леопард 2» нужно менять на нечто кардинально новое. Но в итоге разработчики пошли по пути дальнейших модификаций уже зарекомендовавшего танка «Леопард 2».